# Salacia alwynii
Salacia alwynii là một loài thực vật có hoa trong họ Dây gối. Loài này được Mennega miêu tả khoa học đầu tiên năm 1984.